# EHang
Guangzhou EHang Intelligent Technology Co. Ltd és una empresa amb seu a Guangzhou, Xina que desenvolupa i fabrica vehicles aeris no tripulats i drons de passatgers que a la Xina s'utilitzen per a cinematografia aèria, fotografia, resposta a emergències, i missions de reconeixement.

## Història
EHang va anunciar l'Ehang 184, que es va presentar al Consumer Electronics Show el gener de 2016, com a primer vehicle aeri autònom capaç de portar passatgers.
L'empresa va anunciar que tenia plans conjunts amb l'Agència de Carreteres i Transport de Dubai per engegar un servei de taxis voladors autònoms a partir de l'estiu de 2017, però no se'n van sortir. L'empresa també ha treballat en un projecte amb l'Institut per Sistemes Autònoms de Nevada per desenvolupar un servei de taxis aeris que podia transportar un únic passatger durant un màxim de 23 minuts amb l'EHang 184.
El novembre de 2018, es va signar un acord amb la ciutat de Lió, França, per obrir-hi un centre de recerca. Al mateix temps, es va concloure un acord de cooperació amb el grup aeroespacial austríac FACC per fer desenvolupaments, certificacions i produir per a EHang dins d'Europa.
El 12 de desembre de 2019 EHang va entrar a cotitzar al NASDAQ amb el símbol EH. El 18 de març de 2020, EHang va decidir d'entrar en una aliança estratègica amb Llíria (Camp de Túria), utilitzant el terme de màrqueting de mobilitat aèria urbana. Això inclou tant turisme com logística. L'Ajuntament i EHang també tenen previst de col·laborar amb l'Agència Estatal de Seguretat Aèria d'Espanya. Llíria és la segona ciutat d'Espanya on EHang té un acord.
El model EH216-S va ser aprovat per a vols comercials per l'Administració d'Aviació Civil de la Xina l'octubre de 2023.
El 31 d'octubre de 2023, va inaugurar a l'aeroport de Lleida-Alguaire la primera base de vehicles aeris autònoms d'Europa i va fer-hi un vol de demostració de l'EH216-S.

## Aparells

### Ghost
Ghost és un quadrotor desenvolupat per Ehang amb un parell d'esquís com a tren d'aterratge. No obstant, té una característica poc freqüent: els rotors estan muntats per sota de les puntes dels braços, en comptes de ser a sobre com a la majoria de multirotors. Ghost està pensat sobretot per a missions de fotografia aèria, i es controla amb un smartphone. El nom sencer és Ghost Intelligent Aerial Robot (xinès tradicional: Ghost智能空中机器人, pinyin: Ghost zhìnéng kōngzhōng jīqìrén).
Característiques generals
- Envergadura = 0,35 m
- Pes brut = 0,68 Kg
- Hèlixs = 4 pales

Especificacions
- Velocitat màxima = 60 km/h
- Autonomia = 25 minuts
- Sostre de servei = 914 m (3.000 peus)
- Taxa d'ascens = 2,5 m/s

### Hexacopter
L'Ehang Hexacopter és un vehicle aeri autònom desenvolupat per Ehang i encara no té nom. Se'n va revelar l'existència per primera vegada quan va debutar l'agost de 2014 a TechCrunch Beijing. Està construït amb material compost de fibra de carboni amb un parell d'esquís com a tren d'aterratge. Els braços d'aquest hexacòpter són corbats, a diferència dels braços rectes de la majoria de multirotors que hi ha actualment al mercat. L'hexacòpter es controla amb un ordinador portàtil.
Característiques generals
- Capacitat = 10 Kg
- Hèlixs = 6 pales

Especificacions
- Distància = 5 km
- Autonomia = 30 – 40 minuts

### EHang 184
L'EHang 184 és un dron de passatgers autònom que pot arribar a la velocitat de 100 km/h.
EHang diu que va començar a portar passatgers el 2015 i des de llavors va fer 40 viatges fins que se'n va publicar un vídeo el febrer de 2018.
En tres anys, es van fer més de 1000 vols de prova, incloent-ne alguns amb ninots en situacions de tempesta de vent, en baixa visibilitat, de nit, i a 300 metres del sòl. Té vuit hèlixs en quatre braços i a juliol de 2018 se n'havien construït entre 30 i 40.
Característiques generals
- Tripulació: 0 (el passatger és el pilot)
- Capacitat: 1 passatger
- Llargada: 3,86 m
- Envergadura: 5,5 m
- Alçada: 1,44 m
- Hèlixs = 8 d'orientació fixa i 2 pales

Especificacions
- Velocitat de creuer: 130 km/h
- Distància: 16 km
- Sostre de servei: 500 m

### EHang 216
El 216 és un aparell amb dos seients i 16 hèlixs amb un disseny coaxial de doble pala. Havia fet més de 1.000 vols tripulats a juliol de 2018 i la màxima distància que havia cobert era de 8,8 km.
L'aparell està pensat per a vol autònom, sent controlat des d'un centre de control i comandament d'EHang o del seu client.
El proveïdor d'aeroestructures austríac FACC AG es va aliar amb EHang per certificar i produir l'aparell a Europa, amb requeriments de certificació més senzills per a pesos d'enlairament per sota dels 600 kg.
L'octubre de 2018, l'Administració d'Aviació Civil de la Xina va aprovar operacions inicials amb passatgers en alguns llocs específics per tal de desenvolupar regulacions d'aerotaxis urbans.
EHang va començar a acceptar comandes, per a comunicació entre illes properes i per a un centre turístic a la costa de la Xina per fer vols turístics dins de la seva pròpia zona.
Un servei de llançadora d'1 km de distància per travessar el riu de la ciutat de Guangzhou permetria evitar 30 minuts de cotxe degut als embussos que hi ha al pont del centre.
La companyia nord-americana de biotecnologia United Therapeutics, que fabrica teixits per a trasplantaments humans, havia de provar-los per enviaments urgents des del laboratori cap a l'hospital a finals de 2019.
El març de 2020, l'Autoritat d'Aviació Civil noruega va emetre una llicència per a proves tripulades i vols de certificació. Fou la primera aprovació d'aquest tipus a Europa.
El 27 de maig de 2020, EHang va aconseguir de l'Administració d'Aviació Civil de la Xina la primera aprovació d'operacions de pilot comercial del món, per utilitzar l'EHang 216 per a logística aèria. L'EHang 216 va obtenir de l'Aviació Civil de Transport Canada un certificat d'operacions de vol especial per fer vols de proves al Quebec.
Característiques generals
- Tripulació: 0 (el passatger és el pilot)
- Capacitat: 2 passatgers, 260 kg
- Llargada: 5,61 m
- Alçada: 1,76 m
- Hèlixs = 16

Especificacions
- Velocitat màxima: 160 km/h
- Velocitat de creuer: 130 km/h
- Velocitat mínima de control: 70 km/h
- Distància: 16 km

### Ehang 216-S
Aquesta versió amplia la distància a 32 km, amb una bateria de 17 kWh. La velocitat de creuer és de 100 km/h.

#### Bombers de l'aire
L'EHang 216F és una versió que es pot utilitzar per apagar incendis des de l'aire, especialment en edificis molt alts. L'alçada de vol màxima és de 600 m, pot portar fins a 150 litres de producte contra el foc. Amb una càmera el foc es localitza de forma independent.